# Zuid-Waddinxveen
Zuid-Waddinxveen est une ancienne commune néerlandaise de la province de la Hollande-Méridionale, située entre Gouda et Alphen aan den Rijn, sur la Gouwe.
De 1812 à 1817, Zuid-Waddinxveen forme avec Noord-Waddinxveen la première commune de Waddinxveen, mais les deux communes sont rétablies le 1er avril 1817.
La commune était composée de la partie méridionale du village de Waddinxveen, ainsi que des hameaux de Zuid-Goudkade et Zuid-Plas. En 1840, la commune comptait 96 maisons et 727 habitants.
Le 1er juillet 1870, Zuid-Waddinxveen fusionne avec les communes de Noord-Waddinxveen et Broek pour former la commune de Waddinxveen.

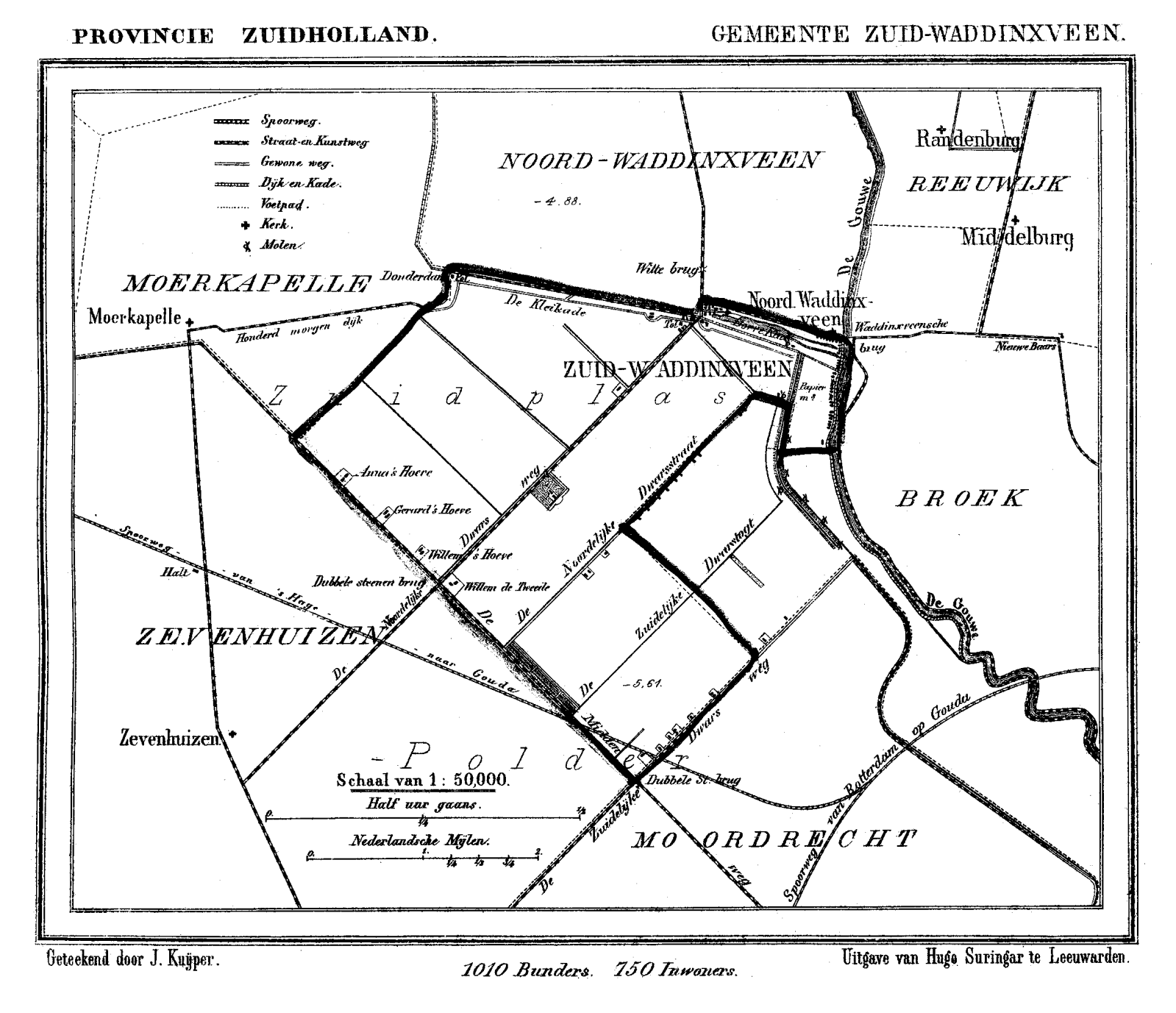
Carte de Zuid-Waddinxveen en 1868